# Princesa do Samba
Princesa do Samba foi uma escola de samba da cidade de Sobral.
A escola já desfilou mais de 13 vezes, e nunca ganhou o título de campeã. No ano de 2002 ficando em 6º lugar com o enredo "Afrodite e Luiza Homem a Mitologia do Amor". Em 2003 novamente obteve a 5ª colocação com o enredo "De Grécia às Glórias do Teatro São João", e em 2008 classificou-se em 6º lugar com o enredo "Efeito Estufa".